# Tim Hector
Tim Hector, né Leonard Churchill Hector le 24 novembre 1942 à Saint John's (Antigua) et mort le 12 novembre 2002 dans la même ville, est un militant indépendantiste et un homme politique antiguais.
Il étudie à l'université Acadia (Nouvelle-Écosse, Canada), puis à l'université McGill (Montréal). Après son retour à Antigua, en 1967, il fonde le Mouvement de libération caraïbe d'Antigua, d'inspiration castriste et pan-caraïbe, et le journal Outlet. Jusqu'à la fin de sa vie, il y tient une chronique, Fan the flame, dans laquelle il dénonce la corruption de la famille Bird. Il est poursuivi en justice et emprisonné de nombreuses fois.
Il meurt après une opération à cœur ouvert.